# Laigné-en-Belin
Laigné-en-Belin là một xã thuộc tỉnh Sarthe trong vùng Pays-de-la-Loire tây bắc nước Pháp. Xã này nằm ở khu vực có độ cao từ 47-95 mét trên mực nước biển.